# Kościół św. Barbary w Kolanowicach
Kościół św. Barbary – rzymskokatolicki, zabytkowy kościół filialny w Kolanowicach. Świątynia należy do parafii św. Józefa Robotnika w Osowcu-Węgrach w dekanacie Zagwiździe, diecezji opolskiej. 1 kwietnia 1964 roku, pod numerem 759/64, kościół został wpisany do rejestru zabytków województwa opolskiego.

## Historia kościoła
Kościół wybudowany został w 1678 roku w Opolu przy klasztorze franciszkanów, w miejscu starej średniowiecznej świątyni z drewnianą wieżą i z trzema ołtarzami św. Barbary, św. Wawrzyńca i Matki Bożej. W 1810 roku klasztor franciszkanów został zlikwidowany a kościółek wystawiono na sprzedaż. Ostatecznie drewniana świątynia została  sprzedana do Kolanowic. W grudniu 1812 roku odbyła się uroczysta konsekracja. W 1978 roku wybudowano obok kościoła dzwonnicę w 1989 roku wymieniono gontowy dach i ogrodzenie.

## Wyposażenie i wnętrze kościoła
Kościół został wybudowany w konstrukcji zrębowej, orientowany. Nawa rzutem zbliżona jest do kwadratu. Prezbiterium jest trójbocznie zamknięte, przylega do niej niewielka zakrystia. Prezbiterium posiada sklepienie kolebkowe, w nawie strop jest belkowany, fazowany. Tęczę zamknięto półkołem ściętym. Chór muzyczny wsparto na dwóch słupach. Ponad chórem znajduje się empora z balustradą tralkową. Dachy siodłowe pokryto gontem. Na kalenicy dachu nawy znajduje się smukła ośmioboczna wieżyczka na sygnaturkę z latarnią. Na zewnątrz kościoła ściany są szalowane gontami oraz otoczone niskimi podcieniami, zwanymi sobotami (z wyjątkiem strony zachodniej kościoła). Kościół posiada bogate wyposażenie wnętrza, m.in.
- trzy ołtarze barokowe z przełomu XVII–XVIII wieku,
- barokowa ambona,
- obrazy z końca XVII wieku,
- konfesjonał,
- dwie ławy kolatorskie z XVIII wieku,
- stacje Drogi Krzyżowej,
- rzeźby z XVIII wieku.

Ołtarz główny jest barokowy, z obrazem św. Barbary, z dwoma parami kolumn i rzeźbami św. Franciszka i św. Antoniego. Parapet chóru i empory ozdobiono dwunastoma scenami z życia św. Barbary (pochodzą z około 1700 roku). Świątynię zdobi ponadto bogata polichromia pochodząca prawdopodobnie z początków XX wieku.